# كأس إيطاليا 2009–10
كأس إيطاليا 2009–10 (بالإيطالية: Coppa Italia 2009-2010)‏ هو الموسم 63 من  كأس إيطاليا. أقيم بتاريخ 2 أغسطس 2009، وأشرف على تنظيمه Lega Nazionale Professionisti ‏، وكان عدد الأندية المشاركة فيه  78، وفاز فيه نادي إنتر ميلانو.